# Red Mundial de Geoparques UNESCO

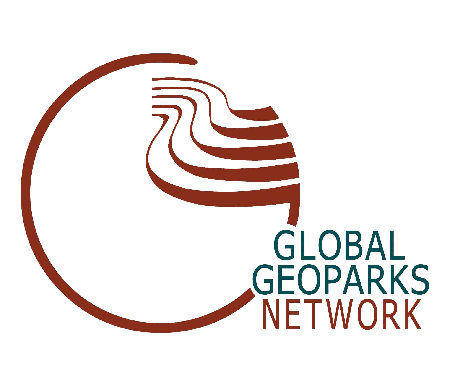
Red Mundial de Geoparques

La Red Global de Geoparques (GGN por sus siglas en Inglés, Global Geoparks Network), también conocida como la Red mundial de geoparques Unesco, es una institución bajo el amparo de la UNESCO que se creó en 1998. En el seno de la Unesco la administra o supervisa la División de Ciencias Ecológicas y de la Tierra de la Unesco. Esta red (GGN) está comprometida en la promoción y conservación del patrimonio geológico del planeta, y promueve, al mismo tiempo, en un plano mundial, la investigación y el desarrollo sostenible de las comunidades locales involucradas.

## Historia
En 1991, el Grupo de Trabajo Europeo sobre Conservación de las Ciencias de la Tierra (EWGESC)  organizó en Digne-les-Bains el primer simposio internacional sobre patrimonio geológico y geoturismo. De este simposio emanó la  " Declaración Internacional de los Derechos de la Memoria de la Tierra  (actas del simposio de 1991) y cuatro espacios naturales protegidos europeos: la Reserva Geológica de Alta Provenza, el Bosque Petrificado de la isla de Lesbos en Grecia, el Parque Natural Regional de Vulkaneifel en Alemania y el Parque del Maestrazgo-Teruel en España – decidieron establecer una cooperación transnacional en geoturismo.
Se crea de este modo, en el mes de junio del año 2000 la Red Europea de Geoparques por parte de estos cuatro países fundacionales (Grecia, España, Francia y Alemania). En septiembre de 2013, ya se  incluían cincuenta y ocho geoparques en veintiún países europeos. de los cuales 15 estaban en España, segundo país en número de Geoparques de aquel entonces.
Posteriormente, en 2004 los 17 geoparques europeos y los 8 geoparques chinos lograron fusionarse y se creó entonces la  Red Global de Geoparques (GGN, Global Geoparks Network).
En octubre de 2013 el censo de geoparques ya alcanzaba la cifra de 100 geoparques mundiales. En 2022, la Red Mundial alcanzó un total de 177 sitios repartidos en 46 países.

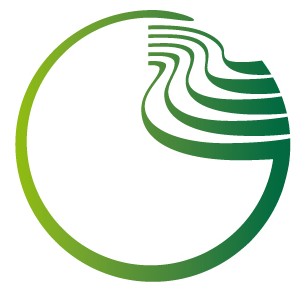
Logotipo simplificado de la Red de Geoparques Mundiales de la UNESCO

El 17 de noviembre de 2015, 195 Estados Miembros de la UNESCO ratifican la creación de una etiqueta, los Geoparques Mundiales de la UNESCO. La Red Global de Geoparques incorpora este logotipo y logra así el más alto reconocimiento internacional. 

## La red
La red internacional de carácter global coordina y pone en relación los Geoparques miembros, es decir, las áreas geográficas locales en las que el patrimonio geológico es el eje de la  protección y atención que merece el área, está en el centro de la comprensión de la evolución del paisaje y del desarrollo sostenible de dicha zona.
Para formar parte de la Red nacional de geoparques la Unesco sopesa la candidatura presentada por los diferentes estados y aplica 7 criterios muy definidos.

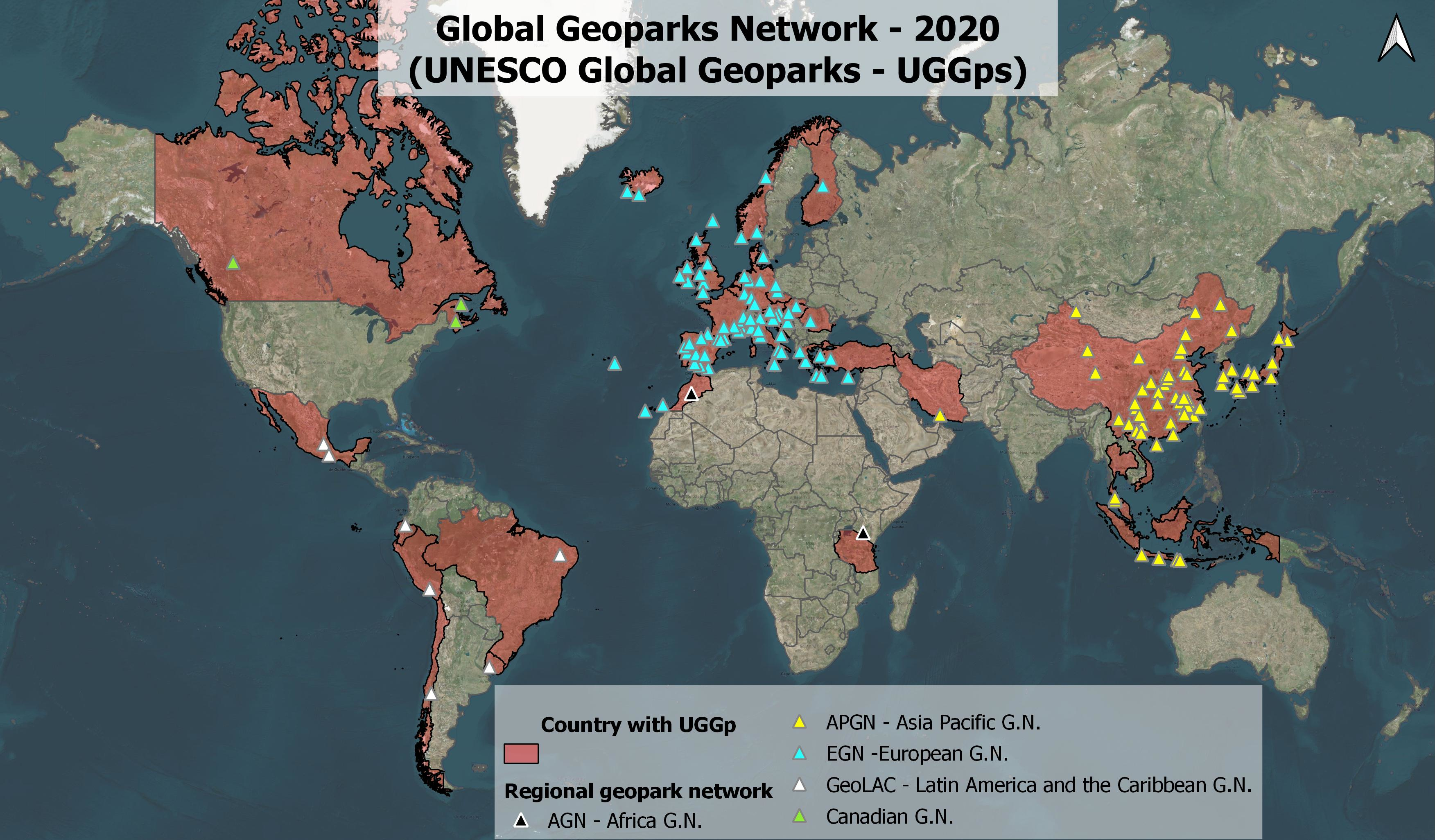
Red Global de Geoparque a fecha de 28 de febrero de 2020

Con la finalidad de garantizar la alta calidad permanente de los Geoparques Mundiales de la UNESCO el cumplimiento de los criterios se somete a una actualización o revalidación estricta cada dos años (los años pares) en conferencias convocadas por el comité de los Geoparques y bajo el nombre de « Conferencia Internacional sobre los Geoparques Globales ». Estos comités también se encargan de realizar un seguimiento periódico de los proyectos destinados a dar a conocer la geología. 
Los primeros miembros de la GGN fueron designados en la conferencia inaugural en 2004 que tuvo lugar en Pekín y la red ha seguido creciendo a lo largo de todos estos años. Otras conferencias han tenido lugar regularmente:
| Nombre                                                  | País               | Año de ingreso |
| ------------------------------------------------------- | ------------------ | -------------- |
| Bergstrasse-Odenwald                                    | Alemania           | 2004           |
| Geoparque Terra Vita                                    | Alemania           | 2004           |
| Vulkaneifel                                             | Alemania           | 2004           |
| Harz Braunschweiger                                     | Alemania           | 2005           |
| Jura souabe                                             | Alemania           | 2005           |
| Eisenwurzen (Geopark Steirische Eisenwurzen)            | Austria            | 2004           |
| Minerai de los Alpes                                    | Austria            | 2014           |
| Geoparque Famenne-Ardenne                               | Bélgica            | 2018           |
| Araripe                                                 | Brasil             | 2006           |
| Stonehammer (Géopark de Stonehammer)                    | Canadá             | 2010           |
| Tumbler Ridge (Géopark de Tumbler Ridge)                | Canadá             | 2014           |
| Percé (Géopark de Percé)                                | Canadá             | 2018           |
| Geoparque de Discovery (Discovery Geopark)              | Canadá             | 2020           |
| Geoparque de los acantilados de Fundy (Cliffs of Fundy) | Canadá             | 2020           |
| Kütralkura                                              | Chile              | 2019           |
| Désert d'Alxa                                           | China              | 2009           |
| Wangwu - Daimei                                         | China              | 2006           |
| Danxia                                                  | China              | 2004           |
| Fangshan                                                | China              | 2006           |
| Funiushan                                               | China              | 2006           |
| Hexigten                                                | China              | 2005           |
| Geoparque mondial Unesco de Hong Kong                   | China              | 2011           |
| Huang                                                   | China              | 2004           |
| Lac Jingpo                                              | China              | 2006           |
| Leye-Fengshan                                           | China              | 2010           |
| Longhushan                                              | China              | 2007           |
| Geoparque de Lushan                                     | China              | 2004           |
| Ningde                                                  | China              | 2010           |
| Qinling                                                 | China              | 2009           |
| Leiqiong                                                | China              | 2006           |
| Geoparque de Sanqingshan                                | China              | 2012           |
| Shilin                                                  | China              | 2004           |
| Song                                                    | China              | 2004           |
| Taining                                                 | China              | 2005           |
| Tai                                                     | China              | 2006           |
| Geoparque de Tianzhu                                    | China              | 2011           |
| Wudalianchi                                             | China              | 2004           |
| Xingwen                                                 | China              | 2005           |
| Yandang                                                 | China              | 2005           |
| Yuntai                                                  | China              | 2004           |
| Geoparque forestier national de Zhangjiajie             | China              | 2004           |
| Zigong                                                  | China              | 2008           |
| Réserve naturelle de Shennongjia                        | China              | 2013           |
| Yanqing                                                 | China              | 2013           |
| Montes Kunlun                                           | China              | 2014           |
| Montes Cangshan à Dali                                  | China              | 2014           |
| Dunhuang                                                | China              | 2015           |
| Zhijindong                                              | China              | 2015           |
| Arxan                                                   | China              | 2017           |
| Keketuhai                                               | China              | 2017           |
| Guangwushan-Nuoshuihe                                   | China              | 2018           |
| Huanggang Dabieshan                                     | China              | 2018           |
| Jiuhuashan                                              | China              | 2019           |
| Yimengshan                                              | China              | 2019           |
| Geoparque de Xiangxi                                    | China              | 2020           |
| Geoparque de Zhangye                                    | China              | 2020           |
| Troodos                                                 | Chipre             | 2015           |
| Geoparque de Papuk                                      | Croacia            | 2007           |
| Archipel de Vis                                         | Croacia            | 2019           |
| Jeju-do                                                 | Corea del Sur      | 2010           |
| Cheongsong                                              | Corea del Sur      | 2017           |
| Mudeungsan                                              | Corea del Sur      | 2018           |
| Hantangang                                              | Corea del Sur      | 2020           |
| Odsherred                                               | Dinamarca          | 2014           |
| Imbabura                                                | Ecuador            | 2014           |
| Geoparque de la costa basque                            | España             | 2010           |
| Geoparque naturel de Cabo de Gata-Níjar                 | España             | 2006           |
| Geoparque de Catalogne                                  | España             | 2012           |
| Geoparque de Maestrazgo                                 | España             | 2004           |
| Sierra Norte di Sevilla                                 | España             | 2004           |
| Sobrarbe                                                | España             | 2006           |
| Geoparque de Sierras Subeticas                          | España             | 2006           |
| Geoparque de Villuercas Ibores Jara                     | España             | 2011           |
| El Hierro                                               | España             | 2014           |
| Geoparque de Molina et du Haut-Tage                     | España             | 2014           |
| Lanzarote et Archipel de Chinijo                        | España             | 2015           |
| Las Loras                                               | España             | 2017           |
| Conca de Tremp-Montesec                                 | España             | 2018           |
| Montagnes d'O Courel                                    | España             | 2019           |
| Geoparque de Grenade                                    | España             | 2019           |
| Geoparque de Maestrazgo                                 | España             | 2020           |
| Rokua                                                   | Finlandia          | 2010           |
| Geoparque de Lauhanvuori-Haemeenkangas                  | Finlandia          | 2020           |
| Beaujolais                                              | Francia            | 2018           |
| Causses du Quercy                                       | Francia            | 2017           |
| Montes d'Ardèche                                        | Francia            | 2014           |
| Bauges                                                  | Francia            | 2011           |
| Chablais                                                | Francia            | 2012           |
| Haute-Provence                                          | Francia            | 2004           |
| Luberon                                                 | Francia            | 2005           |
| Forêt pétrifiée de Lesbos                               | Grecia             | 2004           |
| Geoparque du Psiloritis                                 | Grecia             | 2004           |
| Chelmós-Vouraïkós                                       | Grecia             | 2009           |
| Vikos-Aoos                                              | Grecia             | 2010           |
| Sitía                                                   | Grecia             | 2015           |
| Geoparque Bakony-Balaton                                | Hungría            | 2012           |
| Geoparque du Katla                                      | Islandia           | 2011           |
| Reykjanes                                               | Islandia           | 2015           |
| Geoparque Batur                                         | Indonesia          | 2012           |
| Gunung Sewu                                             | Indonesia          | 2015           |
| Ciletuh - Palabuhanratu                                 | Indonesia          | 2018           |
| Rinjani-Lombok                                          | Indonesia          | 2018           |
| Geoparque de Toba Caldera                               | Indonesia          | 2020           |
| Qeshm                                                   | Irán               | 2017           |
| Geoparque du Burren et de los falaises de Moher         | Irlanda            | 2011           |
| Geoparque de la Copper Coast                            | Irlanda            | 2004           |
| Alpes apuanes                                           | Italia             | 2011           |
| Cilento and Vallo di Diano                              | Italia             | 2010           |
| Madonies                                                | Italia             | 2004           |
| Mont Beigua                                             | Italia             | 2005           |
| Adamello-Brenta                                         | Italia             | 2008           |
| Rocca di Cerere                                         | Italia             | 2008           |
| Geoparque de Toscane                                    | Italia             | 2010           |
| Sesia - Val Grande                                      | Italia             | 2013           |
| Pollino                                                 | Italia             | 2015           |
| Itoigawa                                                | Japón              | 2009           |
| Muroto                                                  | Japón              | 2011           |
| Lac Tōya et Mont Usu                                    | Japón              | 2009           |
| San'in Kaigan                                           | Japón              | 2010           |
| Mont Unzen                                              | Japón              | 2009           |
| Îles Oki                                                | Japón              | 2013           |
| Aso                                                     | Japón              | 2014           |
| Mount Apoi                                              | Japón              | 2015           |
| Péninsule d'Izu                                         | Japón              | 2018           |
| Langkawi                                                | Malasia            | 2007           |
| Geoparque du M'Goun                                     | Marruecos          | 2014           |
| Comarca Minera, Hidalgo                                 | México             | 2017           |
| Mixteca Alta, Oaxaca                                    | México             | 2017           |
| Rio coco                                                | Nicaragua          | 2020           |
| Geoparque Gea Norvegica                                 | Norvège            | 2006           |
| Geoparque Magma                                         | Norvège            | 2015           |
| Trollfjell                                              | Norvège            | 2019           |
| Hondsrug                                                | Pays-Bas           | 2013           |
| Colca y Volcanes de Andagua                             | Perú               | 2019           |
| Naturtejo                                               | Portugal           | 2006           |
| Arouca                                                  | Portugal           | 2009           |
| Açores                                                  | Portugal           | 2013           |
| Terres de chevaliers                                    | Portugal           | 2014           |
| Geoparque d’Estrela                                     | Portugal           | 2020           |
| Paradis de Bohême                                       | République tchèque | 2005           |
| Geoparque de los dinosaures du pays de Hațeg            | Roumanie           | 2005           |
| Geoparque de los Pennines du Nord                       | Royaume-Uni        | 2004           |
| [[{{{2}}}]]                                             | Royaume-Uni        | 2005           |
| Northwest Highlands                                     | Royaume-Uni        | 2005           |
| Geoparque de la riviera anglaise                        | Royaume-Uni        | 2007           |
| Geoparque de las Islas Shetland                         | Royaume-Uni        | 2009           |
| Geoparque Geo Mon                                       | Royaume-Uni        | 2009           |
| Geoparque de Black Country                              | Royaume-Uni        | 2020           |
| Geoparque de Yangan Tau                                 | Russie             | 2020           |
| Geoparque de Djerdap                                    | Serbie             | 2020           |
| Idrija                                                  | Slovénie           | 2013           |
| Ngorongoro Lengai                                       | Tanzanie           | 2018           |
| Satun                                                   | Thailande          | 2018           |
| Khorat                                                  | Thaïlande          | 2023           |
| Geoparque de Kula-Salihli                               | Turquie            | 2013/2020      |
| Grutas del Palacio                                      | Uruguay            | 2013           |
| Plateau calcaire de Dong Van                            | Viêt Nam           | 2010           |
| Cao Bang                                                | Viêt Nam           | 2018           |
| Geoparque de Dak Nong                                   | Viêt Nam           | 2020           |

La Red Global de geoparques trabaja en sinergia con otro proyecto auspiciado por la División de Ciencias de la Tierra de la UNESCO: El Hombre y la Biosfera (MaB) Red Mundial de Reservas de Biosfera. Esto permite encontrar y establecer diferentes métodos de desarrollo sostenible al promover la relación entre las comunidades locales y el entorno natural.

## Antiguos Geoparques
| Nombre             | País        | Año de inclusión | Año de lanzamiento |
| ------------------ | ----------- | ---------------- | ------------------ |
| Geoparque Lochaber | Reino Unido | 2007             | 2011               |

## Parques transnacionales
| Nombre                                 | País                  | Año de inclusión |
| -------------------------------------- | --------------------- | ---------------- |
| Arco de la morrena de Muskau           | Alemania – Polonia    | 2016             |
| kanawinka                              | Austria – Eslovenia   | 2008             |
| Geoparque de Novohrad - Nograd         | Hungría – Eslovaquia  | 2010             |
| Geoparque de las Cuevas de Marble Arch | Irlanda – Reino Unido | 2004             |

## Programa Internacional de Geociencias
El Programa Internacional de Geociencias (IGCP) es una cooperación entre la UNESCO y la Unión Internacional de Ciencias Geológicas (IUGS) que ha estimulado los estudios comparativos de las geociencias desde 1972. Ha llevado a cabo más de 400 proyectos con miles de científicos de casi 150 países.

## Contribución a los objetivos de desarrollo sostenible
De los 17 ODS, los Geoparques a nivel mundial están comprometidos con muchos de los Objetivos de Desarrollo sostenibles definidos en la Agenda 2030 por la ONU. Así es común encontrar en la planificación del trabajo de los mismos los objetivos siguientes: (1) Fin de la pobreza, (2) Hambre cero, (3) Salud y bienestar, (4) Educación de calidad, (5) Igualdad de género, (6) Agua limpia y saneamiento, (7) Energía asequible y no contaminante, (8) Trabajo decente y crecimiento económico, (9) Industria, innovación e infraestructura, (10) Reducción de las desigualdades, (11) Ciudades y comunidades sostenibles, (12) Producción y consumo responsables, (13) Acción por el clima, (14) Vida submarina, (15) Vida de ecosistemas terrestres, (16) Paz, justicia e instituciones sólidas, (17) Alianzas para los objetivos.